# Тамс, Якоб Туллин
Якоб Туллин Тамс (норв. Jacob Tullin Thams, 7 апреля 1898, Осло, Норвегия — 27 июля 1954, там же) — норвежский прыгун с трамплина, двоеборец и яхтсмен, олимпийский чемпион, чемпион мира. 

## Карьера
В начале 1920-х годов Якоб Туллин Тамс был одним из сильнейших прыгунов с трамплина. Вместе с Зигмундом Руудом он разработал наиболее современный и успешный стиль прыжков на лыжах, получивший название «парашютирующий стиль» или «конгсбергская техника» по названию родного города семейства Рууд. Спортсмены, выполнявшие прыжки этим стилем, взлетали вверх, вращая руками, а потом наклоняли корпус вперёд, используя опору на воздушную подушку под лыжами. Использование такого стиля позволило норвежцам занять доминирующие позиции в прыжках вплоть до начала 1950-х годов.
В 1924 году на первых Олимпийских играх в Шамони Тамс стал первым в истории олимпийским чемпионом по прыжкам с трамплина. В обоих своих прыжках он показывал лучший результат и на 0,3 балла опередил соотечественника Нарве Бонну. В 1926 году стал чемпионом мира по прыжкам с трамплина.
На национальном уровне Тамс успешно выступал на Хольменколленском лыжном фестивале, соревнования на котором в 1920-е года проводились только в двоеборье, а не в чистых прыжках с трамплина. Из-за слабых беговых результатов Якоб не поднимался выше 14-го места, но выигрывал приз «Damenes pokal», вручаемый лучшему в прыжках с трамплина. Хольменколленскую медаль получил в 1926 году первым из прыгунов.
На Олимпиаде 1928 года в Санкт-Морице Тамс предпринял попытку защитить звание олимпийского чемпиона. После первой попытки он был третьим, уступая лишь двум соотечественникам. Перед второй попыткой швейцарские прыгуны потребовали увеличить разгон. Более сильные норвежцы возражали против этого, считая, что увеличенный разгон может быть небезопасен. В итоге разгон был увеличен, а швейцарцы назвали норвежских прыгуном трусами. Уязвлённый этим Тамс вместо безопасного прыжка, который бы гарантировал ему медаль, выполнил впечатляющую попытку на 73 метра, на 10 метров длиннее любого другого прыжка. Однако норвежец не смог зафиксировать приземление и упал, откатившись на 28-е место.
Помимо прыжков с трамплина Якоб Туллин Тамс занимался парусным спортом, в 1936 году он вошёл в состав норвежской сборной на берлинскую Олимпиаду. Тамс выступал в классе восьмиметровых судов и занял вместе со своей командой второе место, завоевав «серебро». Норвежец стал всего третьим спортсменом в истории, выигравшим медали как на зимней, так и на летней Олимпиаде. При этом первый мультимедалист швед Графстрём завоёвывал свои медали в одном виде спорта (в 1920 году фигурное катание входило в программу летней Олимпиады). Вторым призёром разных Игр за четыре года до Тамса стал американский боксёр и бобслеист Эдди Иган, завоевавший два золота.